# Sarreguemines
Sarreguemines é uma cidade do nordeste da França, situada na região de Grande Leste e no departamento de Mosela. Em 2010 a comuna tinha 21 295 habitantes (densidade: 717,7 hab./km²).